# (1041) Аста
(1041) Аста (нем. Asta) — астероид главного пояса. Он был открыт 22 марта 1925 года немецким астрономом Карлом Рейнмутом в обсерватории Хайдельберг в Германии и назван в честь датской актрисы Асты Нильсен. 

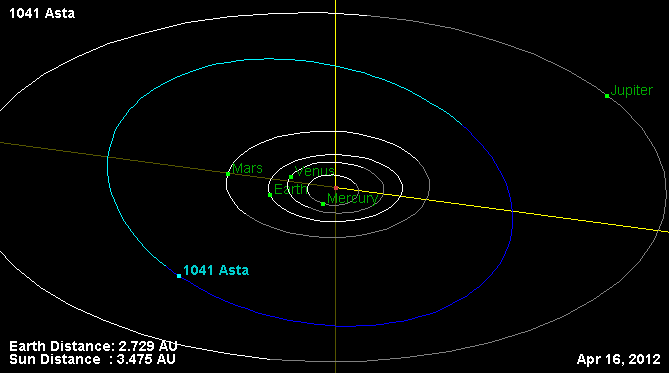
Орбита астероида Аста и его положение в Солнечной системе